# Отхта
Церковь Отхта (груз. ოთხთა ეკლესია дословный перевод Церковь Четырёх) — грузинский монастырская церковь, один из великолепных образцов грузинской архитектуры X века. Расположенная в долине реки Чорохи в современной Турции. Вместе с церковью Пархали, она является значимым примером базилики позднего периода. Исторические записи свидетельствуют, что Отхта служила центральным сооружением монастыря, существовавшего на этом месте с давних времен. Пропорционально церковь Отхта отличается от базилик раннего типа (Например, Болниси и Урбниси).
Фрески внутри, вероятно, связанным с временем Давида III Куропалата, изображают сцены из жизни Христа и другие фигуры из христианской истории.

## Название
Упоминается в «Житии Григория Хандзтели» Георгия Мерчуле. Вероятня, изначально вознигнут в честь четвероевангелие «отх-» (груз. ოთხი, «четыре») и «-ta» (груз. თა, суффикс родительного числа).

## Архитектура
Центральный неф церкви, оканчивающийся полукруглой апсидой, заметно возвышается над боковыми нефами. Снаружи апсида не выражена, что типично для кавказского зодчества Фасады украшены узкими и высокими декоративными арками. Церковь построена из кирпичей и квакори, облицована обработанным коричневым материалом. Интерьер был украшен фресками, расположенными только в алтарной части. Возле базилики расположены развалины трапезной и большого трёхнефного здания, возможно семинарии. Там же расположена маленькая церковь с усыпальницей в нижнем ярусе

## Галерея

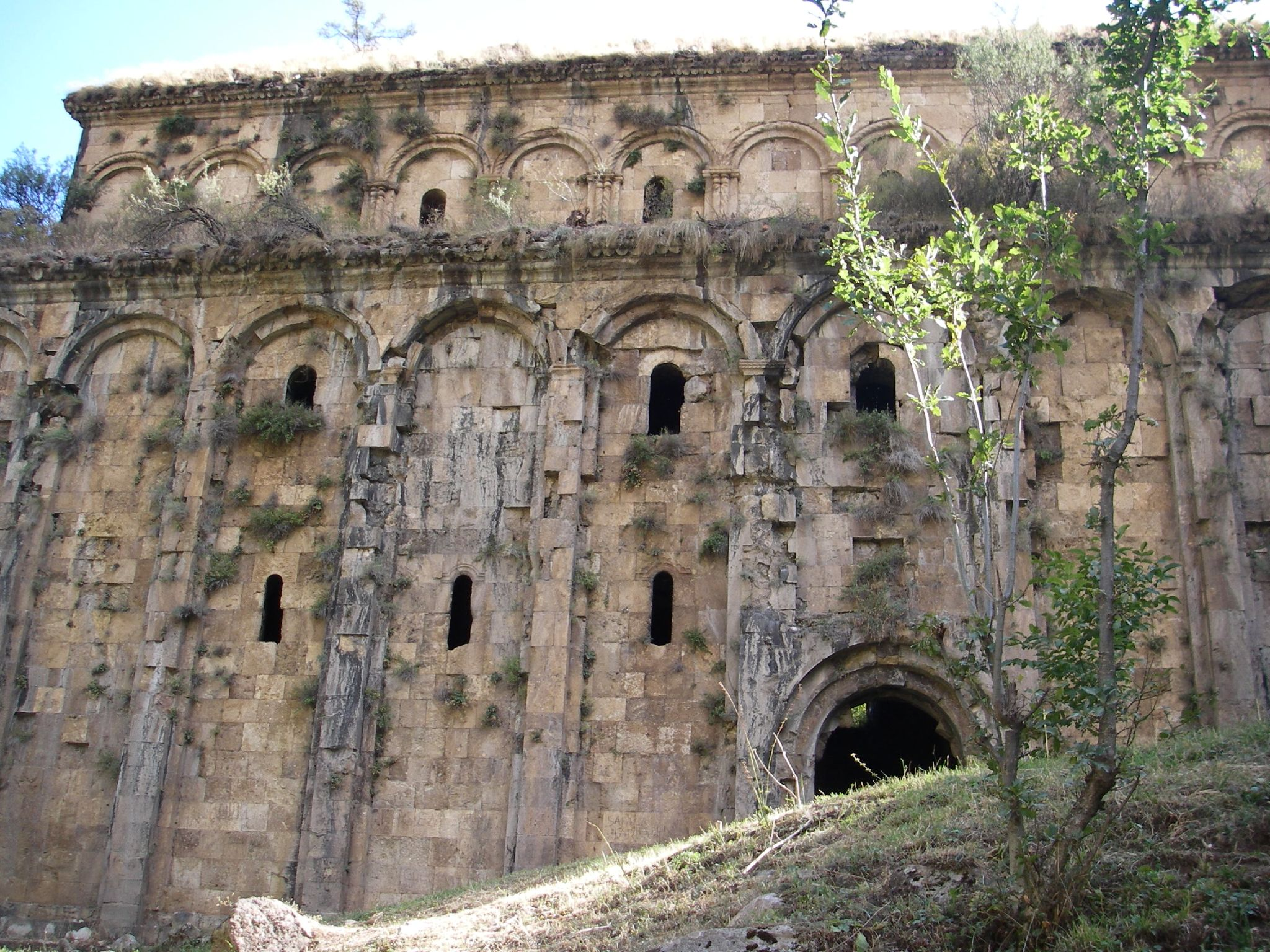
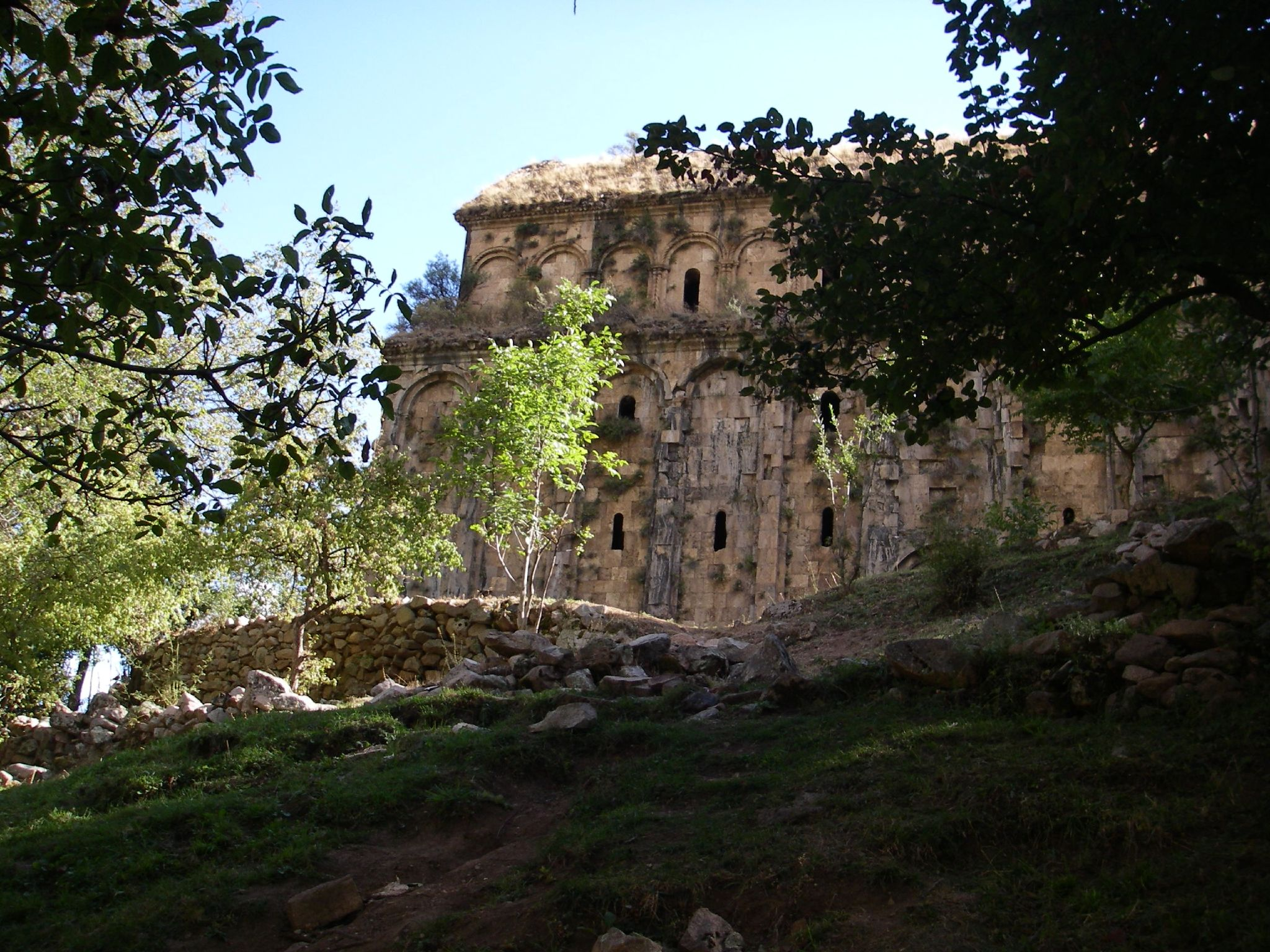
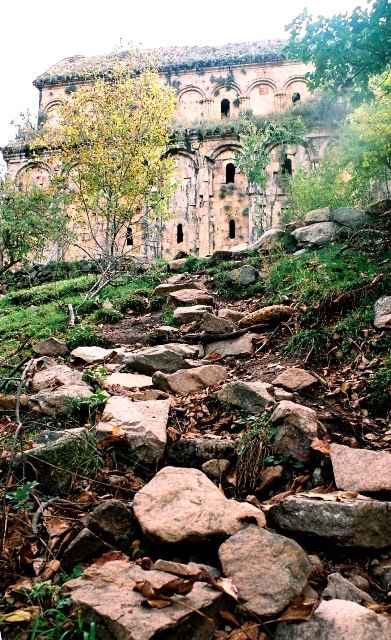